# Ingeniería óptica
La ingeniería óptica es el campo de estudio que se centra en las aplicaciones de la óptica.
Los ingenieros ópticos diseñan componentes de instrumentos ópticos como lentes, microscopios, telescopios y otros equipos que utiliza las propiedades de la luz. Otros dispositivos incluyen sensores ópticos y sistemas de medición, láser, sistemas de comunicación de fibras ópticas, sistemas de discos ópticos (ejemplo, CD, DVD, etc).
Debido a que los ingenieros ópticos se ocupan de diseñar y construir dispositivos para aprovechar las propiedades de la luz, deben comprender y aplicar la ciencia de la óptica, para saber lo que es físicamente posible de alcanzar (física y química). Sin embargo, también deben saber que es práctico en términos de la tecnología disponible, materiales, costos, métodos de diseño, etc. Como en otros campos de ingeniería, las computadoras son un elemento importante en el trabajo de muchos (quizás la mayoría) de los ingenieros ópticos. Son utilizadas como instrumentos, para simulación, en diseño, y para otras aplicaciones. Los ingenieros a menudo utilizan las herramientas de las computadoras como las hojas de cálculo y lenguajes de programación, y hacen un uso frecuente del software especializado en diseños ópticos específicamente para su campo.
La metrología óptica de ingeniería usa métodos ópticos para medir las micro-vibraciones con instrumentos como un láser interferómetro o para medir las propiedades de diversas masas con instrumentos de medición de refracción.

## Historia antigua de la ingeniería óptica
Existen algunas evidencias que sugieren que hace 4,000 años los primeros ingenieros ópticos utilizaban aplicaciones ópticas. Las personas que diseñaron y construyeron Stonehenge y la Gran Pirámide de Guiza usaron los principios básicos de la ingeniería óptica. Estas estructuras tenían una conexión con la tierra y el sol. Estos primeros ingenieros sabían que la luz viajaba en línea recta y entendían el ciclo de las estaciones, y en la concepción de estas estructuras buscaron aplicar conceptos del calendario y la brújula. En 350 a. C., Platón y Aristóteles argumentaron sobre la naturaleza exacta de la luz. Platón pensaba que la visión se lograba por la descarga de rayos ópticos de los ojos. Aristóteles creía que la visión se lograba cuando las partículas de los objetos emitían dentro de la pupila del ojo. En el año 300 a. C., Euclides, escribió y estudió la óptica y la geometría, escribió el libro Optics, que ha contribuido en gran medida al estudio de la ciencia de la óptica.